# Демчук, Иван Нестерович
Иван Несторович Демчук (род. 1903—1980)— советский военачальник, генерал-майор танковых войск (11.03.1944).

## Биография
Родился 20 сентября 1903 года в селе Дермань. Украинец.
В рядах РККА с 1923 года. Окончил 14-ю Полтавскую пехотную школу в 1925 году. С августа 1925 года — командир взвода, с октября 1927 года — командир взвода полковой школы, с июня 1930 года — в.а. адъютанта батальона, с сентября того же года — командир роты, с июля 1932 года — т.в.а. помощника начальника штаба 130-го стрелкового полка. Член ВКП(б) с 1927 года. С июня 1933 года — командир батальона 232-го стрелкового полка.
В декабре 1933 года зачислен слушателем в Военной академии механизации и моторизации РККА. С 23 ноября 1938 года — начальник учебной части Курсов усовершенствования командного состава при ВАММ. С февраля 1939 года — ассистент кафедры тактики, с 14 июня 1940 года — младший преподаватель кафедры тактики той же академии.
Участник Великой Отечественной войны с июня 1941 года. 24 июня 1941 года назначен на должность начальника 1-го (оперативно-строевого) отдела управления автобронетанковых войск Северо-Западного фронта. С 13 июня 1942 года — начальник штаба УАБТВ ПнЗФ (с января 1943 года — управление БТіМВ ПнЗФ). С 6 июня 1943 года — начальник штаба 1-го механизированного корпуса. 11 марта 1944 года присвоено воинское звание «генерал-майор танковых войск». С октября 1944 по февраль 1945 года находился на лечении по болезни.
С февраля 1945 года — начальник Соликамского танкового училища. С марта 1947 года — слушатель Высших академических курсов при Военной академии имени К. Е. Ворошилова. В 1948—1950 годах — начальник Ульяновского танкового училища. С октября 1958 года — начальник кафедры, с июля 1961 года — начальник факультета Военной академии бронетанковых войск.
21 сентября 1966 года генерал-майор танковых войск И. Н. Демчук вышел в запас, 31 декабря 1968 года — в отставку.
Скончался в 1980 году. Урна с прахом захоронена в колумбарии на Ваганьковском кладбище.

## Награды
Награждён орденом Ленина (1948), четырьмя орденами Красного Знамени (21.03.1943, 03.01.1944, 1953), орденом Отечественной войны 1-й степени (08.09.1944) и медалями.